# NGC 1820
NGC 1820 (również ESO 85-SC39) – gromada otwarta, znajdująca się w gwiazdozbiorze Złotej Ryby. Należy do Wielkiego Obłoku Magellana. Odkrył ją John Herschel 2 stycznia 1837 roku.